# Digital skyltning

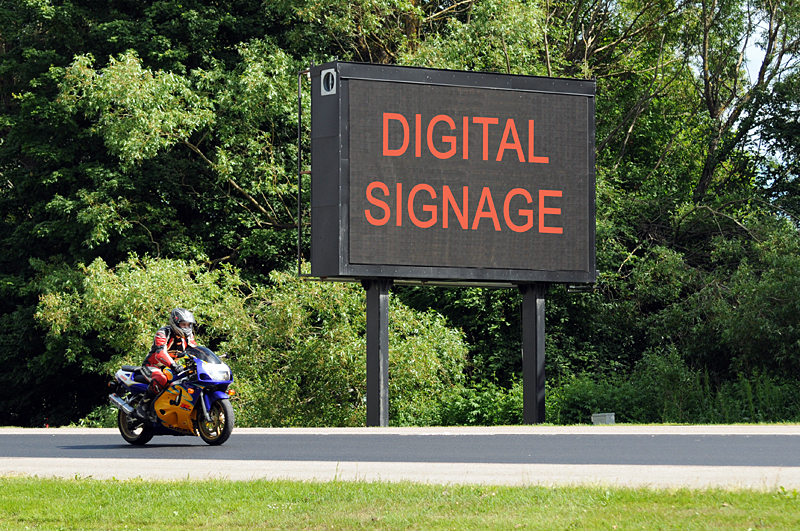
Digital informationstavla

Med digital skyltning (engelska: digital signage) menar man elektroniska skärmar som finns installerade på offentliga platser eller på arbetsplatser. Digital skyltning är en form av ljusreklam som används för underhållning, information och marknadsföring. Fördelarna med digitala skyltar jämfört med traditionella skyltar är att innehållet enkelt kan bytas ut och anpassas efter miljö och publik, att man kan visa animeringar och att bildskärmarna kan vara tryckkänsliga och fungera interaktivt. Genom att integrera till exempel köinformation från ett kösystem kan man öka den genomsnittliga tiden en kund tittar på reklamen. Exempel på sådana kombinerade system (butiks-tv och kösystem) kan man till exempel hitta på Ica.
Det finns idag en stor mängd leverantörer som utvecklar och levererar system och lösningar för digital skyltning. Ett flertal tillverkare fokuserar på att leverera hård- och mjukvara för att kunna distribuera och visa information. Andra lägger fokus på innehållsproduktion vilket är den del som skapar nytta i ett nätverk av digitala skyltar.